# Martha Tilton
Martha Ellen Tilton (Corpus Christi, 14 novembre 1915 – Brentwood, 8 dicembre 2006) è stata una cantante statunitense.

## Biografia
Originaria del Texas, è cresciuta a Los Angeles, dove ha quasi sempre vissuto. Diventa celebre nel periodo della cosiddetta "era dello swing" e del pop tradizionale.
Le sue registrazioni più conosciute sono And the Angels Sing di Benny Goodman (1939), I Let a Song Go Out of My Heart di Duke Ellington e Irving Mills (1938), This Can't Be Love di Lorenz Hart (con Benny Goodman) e I'll Walk Alone di Jule Styne e Sammy Cahn (1944).
Ha collaborato spesso con Benny Goodman e ha fatto parte di un gruppo chiamato Three Hits and a Miss. Ha lavorato in radio negli anni '50. 
Ha preso parte a diversi film negli anni '40 e '50: tra questi Il re del jazz.